# Chủ nghĩa thực dân

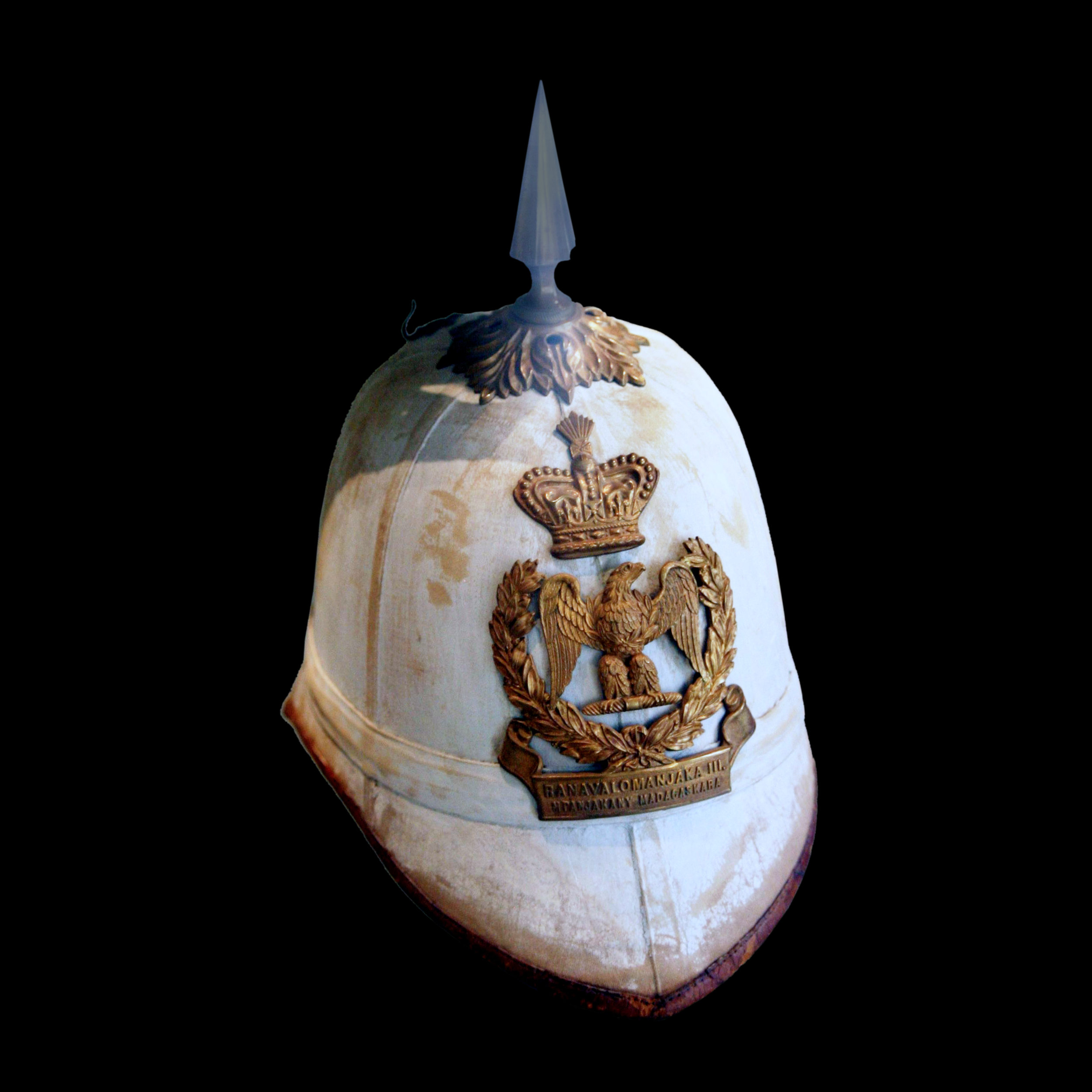
Chiếc mũ cối (ở đây là mũ thời Đệ nhị Đế chế Pháp) là một hình tượng đại diện cho chủ nghĩa thực dân.

Chủ nghĩa thực dân (Tiếng Anh: colonialism) là hình thái xã hội và ý thức hệ chính trị dựa trên chính sách tạo dựng và duy trì hình thức thuộc địa của một người dân ở lãnh thổ này lên một lãnh thổ khác bằng vũ lực. Mẫu quốc là nước tuyên bố chủ quyền đối với những thuộc địa này và bổ nhiệm toàn quyền cai trị tương tự Thái thú của chế độ phong kiến.  Cấu trúc xã hội, chính quyền và kinh tế của lãnh thổ bị quốc gia thực dân áp đặt thay đổi. Thuộc địa là một bộ phận của đế chế do đó chủ nghĩa thực dân có liên hệ gần gũi với chủ nghĩa đế quốc.
Chủ nghĩa thực dân thường dùng để nhắc đến một giai đoạn lịch sử từ thế kỷ 15 đến thế kỷ 20 khi những người châu Âu tiến hành xây dựng các thuộc địa của mình tại các lục địa khác. Những lý do để thực hiện chính sách thực dân trong thời kỳ này bao gồm:
- Thu lợi về kinh tế.
- Mở rộng uy quyền của mẫu quốc.
- Trốn thoát sự ngược đãi tại mẫu quốc.
- Cải đạo cho người dân bản xứ sang tín ngưỡng của những người thực dân.

Một số người ủng hộ chủ nghĩa thực dân cho rằng họ đang giúp đỡ những dân tộc bản xứ bằng cách "khai hóa văn minh" cho họ bằng Giáo lý Cơ đốc và nền văn minh phương Tây. Tuy nhiên, sự thật về chủ nghĩa thực dân thường là tội ác: sự nô dịch, chiếm đoạt đất đai, tài nguyên hoặc cái chết cho dân bản xứ.
Kể từ cuối thế kỷ 20, hệ thống thuộc địa của Chủ nghĩa thực dân về cơ bản đã sụp đổ do phong trào giải phóng dân tộc, nhưng việc các cường quốc phương Tây can thiệp vào nội bộ nước nhỏ vẫn thường xuyên xảy ra. Một thuật ngữ mới được đặt ra là chủ nghĩa thực dân mới, nhằm mô tả chỉ việc các cường quốc tư bản chủ nghĩa sử dụng các chính phủ bù nhìn, sự xâm thực văn hóa để kiểm soát một quốc gia, thay vì kiểm soát trực tiếp như chủ nghĩa thực dân cổ điển trước đây.

## Hình thức thực dân
Các nhà sử học thường phân biệt hai loại chủ nghĩa thực dân, chủ yếu dựa trên số người từ mẫu quốc định cư tại thuộc địa:
- Chủ nghĩa thực dân định cư với đội ngũ thực dân đông đảo, chủ yếu tìm những mảnh mất màu mỡ để lập trại.
- Chủ nghĩa thực dân bóc lột có số thực dân ít hơn, thường chú trọng đến việc bòn rút nguồn tài nguyên để xuất khẩu sang mẫu quốc. Loại thực dân này bao gồm các trạm thông thương nhưng cũng gồm cả những thuộc địa lớn hơn, tại đó những người xâm chiếm sẽ nắm quyền điều hành nhiều hơn, sở hữu nhiều đất đai và tư bản hơn nhưng dựa vào nguồn lao động là những người dân bản xứ.

Cũng có sự trùng lắp giữa hai mô hình thực dân này. Trong cả hai trường hợp trên, đều có hiện tượng người chuyển từ mẫu quốc sang thuộc địa còn hàng hóa được xuất từ thuộc địa qua mẫu quốc.
Di dân thuộc địa thường được xem là phù hợp với mô hình chủ nghĩa thực dân bóc lột. Tuy nhiên, cũng có dân nhập cư thuộc thành phần khác - những nô lệ để canh tác hoa màu xuất khẩu.
Có một số trường hợp chủ nghĩa thực dân định cư diễn ra trong một khu vực đã có người sinh sống từ trước, kết quả dẫn đến có hoặc là một cộng đồng pha trộn chủng tộc (như những người lai ở châu Mỹ), hoặc phân theo chủng tộc, như tại Algérie thuộc Pháp hay Nam Rhodesia.
Lãnh thổ ủy thác Hội Quốc Liên về pháp lý là rất khác biệt với một thuộc địa. Tuy nhiên, có một số sự tương đồng với chủ nghĩa thực dân bóc lột.

## Lịch sử

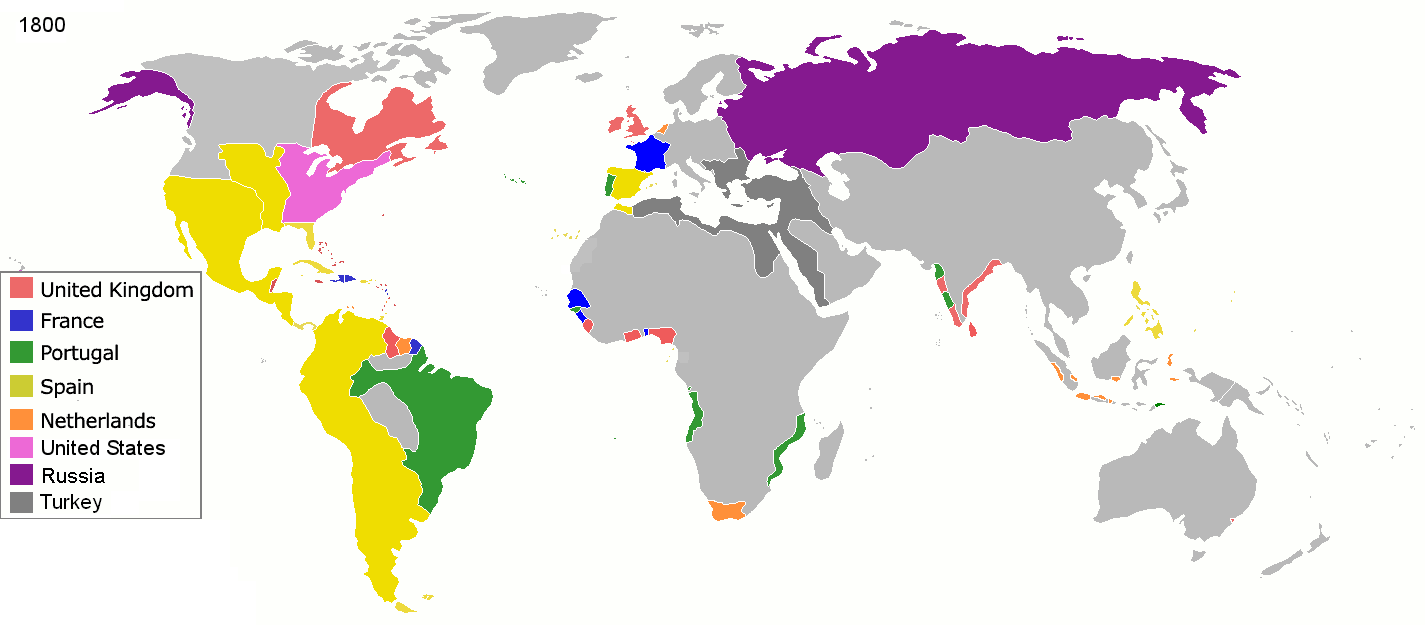
Bản đồ thế giới vẽ chủ nghĩa thực dân vào năm 1800.

Hiện tượng thực dân hóa tồn tại trên khắp thế giới trong khoảng thời gian dài, xuất hiện ở những dân tộc rất khác nhau như người Hittite, người Inca và người Anh, mặc dù thuật ngữ chủ nghĩa thực dân thường gợi đến những cuộc chinh phục vượt biển của người châu Âu hơn là những các cuộc chinh phục trên đất liền ở sát nhau, ngay tại châu Âu hay bất cứ nơi khác.
Những cuộc chinh phục trên đất liền thường được ước định mô tả bằng thuật ngữ chủ nghĩa đế quốc, như Thời đại của chủ nghĩa đế quốc mà trong đó Chủ nghĩa thực dân là một khái niệm con, nhưng thuật ngữ chính thường để nhắc đến các cuộc chinh phục và xâm chiếm các thế lực địa lý yếu hơn ở gần đó. Những ví dụ về các đế quốc trên đất liền gồm có Đế chế Mông Cổ, một đế quốc lớn trải dài từ Tây Thái Bình Dương đến Đông Âu, Đế chế của Alexander Đại đế, Vương triều Umayyad, Đế chế Ba Tư, Đế chế La Mã, Đế chế Byzantine. Đế chế Ottoman được tạo ra trên khắp Địa Trung Hải, Bắc Phi và bên trong vùng Đông Nam Âu và tồn tại trong suốt thời gian các quốc gia châu Âu đi thực dân ở các phần khác trên thế giới.

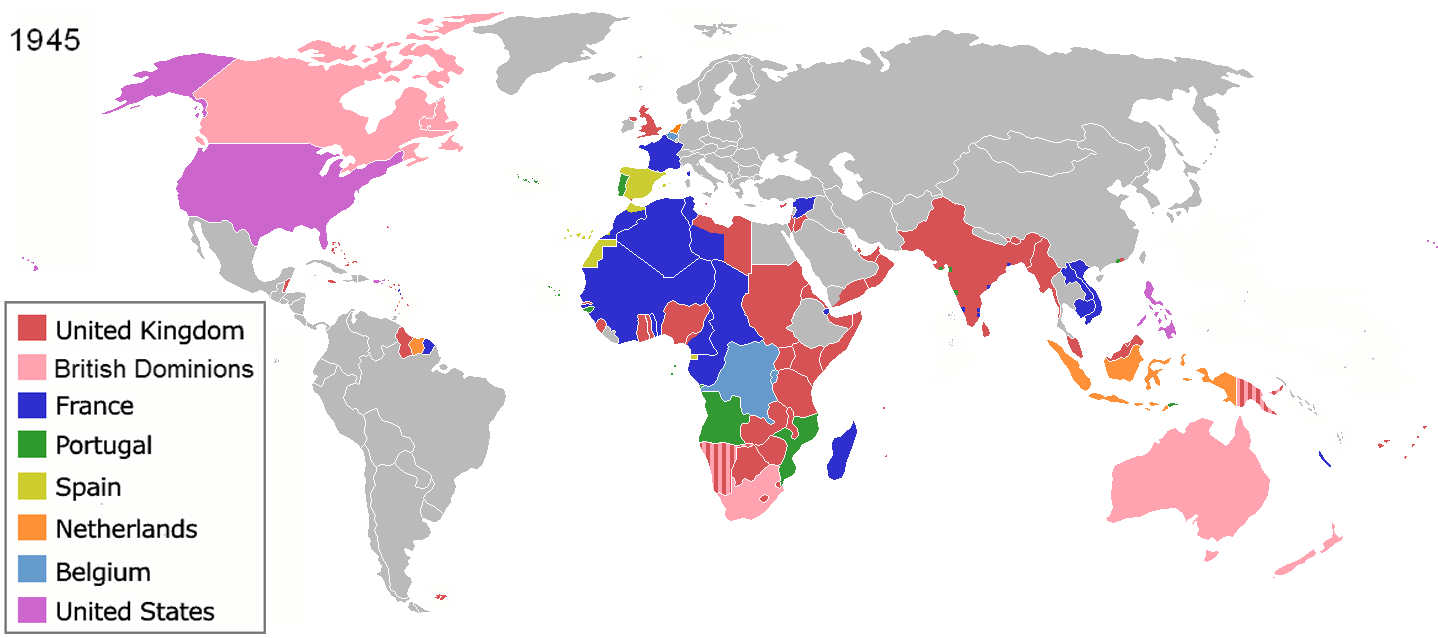
Bản đồ thế giới của chủ nghĩa thực dân vào cuối Chiến tranh thế giới thứ hai năm 1945.

Sau thời kỳ Reconquista của Bồ Đào Nha khi Vương quốc Bồ Đào Nha đấu tranh chống lại sự thống trị của Hồi giáo tại Iberia, vào thế kỷ 12 và 13, người Bồ bắt đầu mở rộng lãnh thổ ra hải ngoại. Chủ nghĩa thực dân châu Âu bắt đầu vào năm 1415, với việc Bồ Đào Nha chiếm được cảng Ceuta của người Hồi giáo tại Bắc Phi. Trong các thập niên tiếp theo Bồ Đào Nha đã phát triển các địa điểm thông thương, cảng biển và pháo đài dọc theo bờ biển châu Phi. Chủ nghĩa thực dân ngày càng mở rộng với các cuộc thám hiểm châu Mỹ, bờ biển châu Phi, Trung Đông, Ấn Độ và Đông Á của hai nước Tây Ban Nha và Bồ Đào Nha.
Vào ngày 7 tháng 6 năm 1494, Giáo hoàng Alexander VI đã chia thế giới thành hai nửa, chia phần phía tây cho Tây Ban Nha, và phía đông cho Bồ Đào Nha, một cử chỉ mà nước Anh và Pháp chưa bao giờ chấp nhận. Xem thêm Hiệp ước Tordesillas ra đời sau sắc lệnh của Giáo hoàng.
Nửa sau của thế kỷ 16 chứng kiến sự bành trường của quốc gia thực dân Anh qua Ireland. Mặc dù đã bỏ ra nhiều nỗ lực, cho đến tận thế kỷ 17, Anh quốc, Pháp và Hà Lan mới hình thành xong các đế quốc hải ngoại bên ngoài châu Âu, trực tiếp cạnh tranh với Tây Ban Nha, Bồ Đào Nha và cả với nhau. Vào thế kỷ 19, Đế chế Anh đã phình ra thành đế quốc rộng lớn nhất từng có (xem danh sách các đế quốc rộng lớn nhất).
Cuối thế kỷ 18 và đầu thế kỷ 19 là kỷ nguyên phi thực dân hóa đầu tiên khi phần lớn các thuộc địa của châu Âu ở châu Mỹ lần lượt giành được độc lập từ mẫu quốc của chúng. Tây Ban Nha và Bồ Đào Nha yếu đi thấy rõ sau khi bị mất đi các thuộc địa tại Tân Thế giới, nhưng Anh quốc (sau liên minh giữa Anh và Scotland), Pháp và Hà Lan lại hướng sự chú ý của mình đến Cựu Thế giới, cụ thể là Nam Phi, Ấn Độ và Đông Nam Á, những nơi tạo nên vùng duyên hải. Đế chế Đức (ngày nay là Cộng hòa), được tạo ra phần lớn nước Đức sau khi được hợp nhất dưới quốc gia Phổ (ngoại trừ Áo, và các vùng bản địa Đức khác), cũng tìm kiếm thuộc địa tại Đông Phi thuộc Đức. Các lãnh thổ ở khu vực khác trên thế giới vượt đại dương, hoặc vượt ra ngoài châu Âu, cũng được bổ sung vào Đế quốc thực dân Đức. Ý xâm chiếm Eritrea, Somalia và Libya. Trong chiến tranh Ý-Ethiopia lần thứ nhất và lần thứ 2, Ý đã xâm lược Abyssinia, và vào năm 1936 Đế quốc Ý đã được hình thành.

Thực dân trên thế giới 1492-2008

Sự công nghiệp hóa trong thế kỷ 19 dẫn đến một thời kỳ được gọi là Tân chủ nghĩa đế quốc, khi tốc độ thực dân hóa được đẩy nhanh, mà đỉnh cao của nó là Sự tranh giành châu Phi.
Vào năm 1823, Hoa Kỳ, trong quá trình mở rộng bờ cõi về phía tây bên bờ Thái Bình Dương, đã đưa ra Học thuyết Monroe trong đó đưa ra lời cảnh báo đối với những người theo chủ nghĩa bành trước ở châu Âu đừng can dự vào công việc nội bộ của châu Mỹ. Nguyên thủy, tài liệu này nhắm đến việc mở rộng chủ nghĩa thực dân tại châu Mỹ Latin và vùng Caribê, cho rằng điều đó là đàn áp và không thể chịu đựng. Đến cuối thế kỷ 19, một số cá nhân như Theodore Roosevelt đã diễn dịch Học thuyết Monroe theo cách cho rằng trách nhiệm của Hoa Kỳ là phải bảo đảm cho sự ổn định kinh tế ở Trung Mỹ, Caribê và Nam Mỹ, từ đó giúp cho các quốc gia này trả lại số nợ cho những kẻ thực dân. Trên thực tế, dưới thời tổng thống Roosevelt vào năm 1904, Hệ luận Roosevelt đối với Học thuyết Monroe đã được thêm vào tài liệu gốc để điều chỉnh lại chính sách và hành vi mở rộng thuộc địa của Hoa Kỳ dưới thời Roosevelt. Roosevelt đã biện hộ cho sự sửa đổi này trước quốc hội vào năm 1904, trong đó ông nói: 

"Tất cả những gì quốc gia này mong muốn là nhìn thấy những quốc gia láng giềng được ổn định, kỷ luật và thịnh vượng. Bất kỳ nước nào mà người dân cư xử tốt có thể nhờ cậy đến tình bằng hữu nồng ấm của chúng ta. Nếu một quốc gia cho thấy họ biết cách hành động với năng lực và cách thức hợp lý để đối phó với các vấn đề xã hội và chính trị, nếu họ giữ được trật tự và thể hiện sự biết ơn, họ không cần phải sợ có sự can thiệp nào từ Hoa Kỳ. Còn cứ liên tục làm điều sai trái, hay tỏ ra bất lực dẫn đến các mối liên kết văn minh bị nới lỏng, thì ở Hoa Kỳ, hay bất cứ nơi nào khác, rốt cuộc cần phải có sự can thiệp từ một quốc gia văn minh nào đó, và ở Tây Hemisphere sự tôn trọng triệt để của Hoa Kỳ đối với Học thuyết Monroe sẽ buộc Hoa Kỳ, dù miễn cưỡng, trước những trường hợp sai trái hoặc bất lực rõ ràng đó, phải thực thi sức mạnh cảnh vệ quốc tế (Roosevelt, 1904)."

Với sự kiện này, giờ đây lần đầu tiên trong lịch sử nước Mỹ, chủ nghĩa đế quốc đã bắt đầu biểu hiện băng qua đường lãnh hải và đã sáp nhập các lãnh thổ của Phillipines, Guam, Cuba, Puerto Rico, và Hawaii vào lãnh thổ Hoa Kỳ.
Mỹ đã thành công trong việc "giải phóng" các lãnh thổ Cuba, Puerto Rico, Guam, và Philippines. Chính quyền Mỹ thay thế chính quyền hiện có tại Hawaii vào năm 1893; nó được sáp nhập vào liên minh Hoa Kỳ như một lãnh thổ hải ngoại vào năm 1898. Trong khoảng giữa năm 1898 và 1902, Cuba là một lãnh thổ của Hoa Kỳ cùng với Puerto Rico, Guam, và Philippines, tất cả đều là các thuộc địa mà Hoa Kỳ giành được từ tay Tây Ban Nha. Vào năm 1946, Phillipines được trao quyền độc quyền từ Hoa Kỳ và Puerto Rico đến nay vẫn là một lãnh thổ của Hoa Kỳ cùng với Samoa thuộc Mỹ, Guam, và Quần đảo Virgin thuộc Mỹ. Tại Cuba, Luật sửa đổi Platt bị thay thế vào năm 1934 bởi Hiệp ước Quan hệ trao cho Cuba quyền tự chủ cao hơn về các vấn đề kinh tế và ngoại giao. Năm 1934 cũng là năm dưới thời tổng thống Franklin D. Roosevelt, áp dụng Chính sách Láng giềng tốt để hạn chế sự can thiệp của Hoa Kỳ vào Trung và Nam Mỹ.

Trong suốt thế kỷ 20, các thuộc địa hải ngoại của những nước thua cuộc trong Chiến tranh thế giới thứ nhất được các nước chiến thắng chia nhau với danh nghĩa lãnh thổ ủy quyền. Nhưng khi Chiến tranh thế giới thứ hai bắt đầu, ngày 14/8/1941 Tổng thống Mỹ Franklin D. Roosevelt và Thủ tướng Anh Winston S. Churchill cùng nhau ra Tuyên bố chung Hiến chương Đại Tây Dương. Điều 3 của Hiến chương này nói rằng Anh và Mỹ tôn trọng quyền của tất cả mọi dân tộc được chọn hình thức chính quyền lãnh đạo họ, Anh và Mỹ cũng mong muốn nhìn thấy chủ quyền và các hình thức nhà nước tự trị của các dân tộc trước kia bị người khác dùng vũ lực tước mất được tái lập lại. Đến cuối Chiến tranh thế giới thứ hai giai đoạn thứ hai của phi thực dân hóa mới được tiến hành nhanh chóng.

## Chủ nghĩa thực dân mới
Thuật ngữ chủ nghĩa tân thực dân đã được dùng để chỉ nhiều thứ khác nhau kể từ những nỗ lực phi thực dân hóa sau Chiến tranh thế giới thứ hai. Nói chung, nó không đề cập đến một loại chủ nghĩa thực dân mà thực ra là chủ nghĩa thực dân dưới các hình thức khác. Cụ thể, người ta buộc tội mối quan hệ giữa các nước mạnh và yếu cũng giống như chủ nghĩa thực dân bóc lột, nhưng ở đây nước mạnh hơn không cần phải xây dựng hoặc duy trì thuộc địa. Những lời buộc tội như vậy thường tập trung vào các mối quan hệ kinh tế và sự can thiệp về chính trị của một nước lớn đối với nước nhỏ.

## Hậu chủ nghĩa thực dân
Hậu chủ nghĩa thực dân (hay còn gọi là thuyết hậu thuộc địa) nhắc đến một loạt lý thuyết về triết học và văn học vật lộn với những di sản của sự cai trị thực dân. Với ý nghĩa này, nền văn học hậu chủ nghĩa thực dân có thể được xem là một nhánh của Văn học hậu hiện đại liên quan đến sự độc lập chính trị và văn hóa của những người trước đây từng bị nô dịch trong các thuộc địa của đế quốc. Nhiều người trong nghề xem cuốn sách Orientalism (dịch nghĩa là Đông phương học) của Edward Said vào năm 1978 là tác phẩm đầu tiên sáng tạo ra lý thuyết này (dù các nhà lý thuyết người Pháp như Aimé Césaire và Frantz Fanon đã nói lên những điều tương tự hàng thập kỷ trước Said).
Edward Said đã phân tích các tác phẩm của Balzac, Baudelaire và Lautréamont, khám phá cách họ bị ảnh hưởng lẫn sự giúp đỡ hình thành một ý nghĩ kỳ quặc về tính ưu việt chủng tộc của người Âu châu. Những tiểu thuyết gia hậu thuộc địa giao tiếp với những bài văn thuộc địa truyền thống, nhưng thay đổi hoặc đảo ngược nó; ví dụ bằng cách kể lại một câu chuyện tương tự về khía cạnh của nhân vật phụ phản diện trong câu chuyện. Tác phẩm Những người thấp cổ bé họng có lên tiếng được không? vào năm 1998 của Gayatri Chakravorty Spivak là nguồn gốc của ngành Nghiên cứu thấp cổ bé họng.
Trong cuốn A Critique of Postcolonial Reason (chỉ trích các lý do hậu thực dân) vào năm 1999, Spivak đã phám phá ra cách làm thế nào những tác phẩm lớn của chủ nghĩa siêu hình châu Âu (như Kant, Hegel) không chỉ có xu hướng loại trừ những thành phần thấp cổ bé họng ra khỏi vấn đề mà chúng bàn luận, mà còn tích cực ngăn chặn những người không phải dân châu Âu giành được vị trí của một con người đầy đủ. Tác phẩm Hiện tượng Tinh thần vào năm 1807 nổi tiếng vì thể hiện chủ nghĩa vị chủng một cách công khai, trong đó xem nền văn minh phương Tây là hoàn thiện nhất, còn Kant cũng để cho những dấu hiệu phân biệt chủng tộc xen vào tác phẩm của ông.

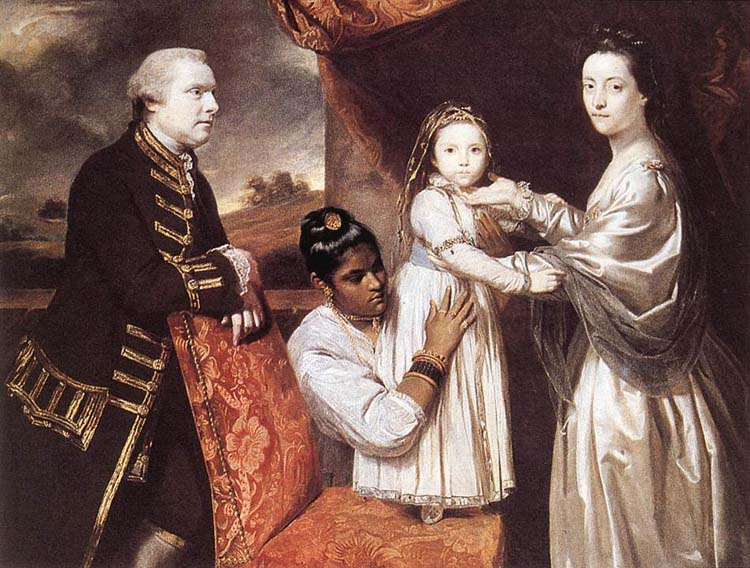
"Robert Clive và gia đình với người hầu Ấn", tranh vẽ của Joshua Reynolds, 1765.

## Ảnh hưởng của chủ nghĩa thực dân và sự thuộc địa hóa
Sự tranh cãi về những khía cạnh tiêu cực và tích cực (từ sự lây lan bệnh dịch, xã hội bất công, bóc lột, nô dịch, cơ sở hạ tầng, tiến bộ trong y dược, các học viện mới, phát minh mới, v.v.) của chủ nghĩa thực dân đã diễn ra từ nhiều thế kỷ, trong cả những người xâm chiếm và những người bị chiếm, và vẫn tiếp tục đến ngày nay. Vấn đề hôn nhân khác chủng tộc; mối liên kết giữa các công ty ở thuộc địa, diệt chủng — xem Diệt chủng Herero, Diệt chủng người da đỏ và Diệt chủng Armenia — và Holocaust; và các vấn đề bản chất của chủ nghĩa đế quốc, thuyết phụ thuộc và chủ nghĩa tân thuộc địa (cụ thể là khối nợ của Thế giới thứ ba) tiếp tục duy trì thực tế này.

### Dịch bệnh
Sự gặp gỡ giữa những nhà thám hiểm châu Âu với người dân ở phần còn lại của thế giới thường dẫn đến sự xuất hiện những bệnh dịch khủng khiếp ở địa phương. Bệnh tật đã giết toàn bộ dân bản địa (Guanche) tại Quần đảo Canary vào thế kỷ thứ 16. Một nửa dân số người Hispaniola đã bị chết vì bệnh đậu mùa vào năm 1518. Bệnh đậu mùa cũng tàn phá México vào những năm 1520, chỉ riêng người Tenochtitlán đã có hơn 150.000 người chết, gồm cả quốc vương, và Peru vào những năm 1530, nhờ đó hỗ trợ cho những người châu Âu đi chinh phục. Bệnh sởi đã giết hơn hai triệu dân bản xứ México vào những năm 1600. Vào năm 1618–1619, bệnh đậu mùa đã quét sạch 90% người bản xứ Mỹ tại Vịnh Massachusetts. Dịch đậu mùa vào năm 1780–1782 và 1837–1838 đã dẫn đến sự sụp đổ và sụt giảm dân số khủng khiếp người da đỏ đồng bằng. Một số người tin rằng tỷ lệ đến 95% người da đỏ bản xứ tại Tân Thế giới bị chết là do bệnh tật ở Cựu Thế giới truyền sang. Qua nhiều thế kỷ, người châu Âu đã đạt được sự miễn dịch cao đối với loại bệnh này, trong khi người bản xứ không có khả năng như vậy.
Bệnh đậu mùa đã giết hại rất nhiều dân bản xứ tại Úc, giết chết khoảng 50% người bản địa Úc vào những năm đầu đô hộ của người Anh. Nó cũng giết nhiều người Māori ở New Zealand. Đến tận 1848–49, vẫn có đến 40.000 người trong tổng số 150.000 người Hawaii được cho là đã chết vì các bệnh sởi, ho gà và cúm. Các căn bệnh mới, đặc biệt là đậu mùa, đã gần như quét sạch toàn bộ dân bản địa tại Đảo Easter. Vào năm 1875, bệnh sởi giết chết 40.000 người Fiji, xấp xỉ một phần ba dân số. Dân số người Ainu đã giảm khủng khiếp trong thế kỷ thứ 19, do phần lớn dân chúng bị nhiễm các bệnh truyền nhiễm do dân định cư người Nhật mang vào Hokkaido.
Những nhà nghiên cứu kết luận rằng bệnh giang mai đã bị mang từ Tân Thế giới sang châu Âu sau chuyến hải hành của Colombo. Những nghiên cứu này cho rằng những người châu Âu có thể đang mang các vi khuẩn nhiệt đới không lây qua đường tình dục về nhà, tại đó các vi khuẩn đó đã đột biến thành một dạng nguy hiểm hơn trong điều kiện khác biệt ở châu Âu. Bệnh tật hồi đó thường dễ gây chết người hơn ngày nay. Bệnh giang mai là căn bệnh gây chết người chủ yếu ở châu Âu trong Thời kỳ Phục hưng. Đại dịch tả đầu tiên bắt đầu tại Bengal, sau đó đến năm 1820 đã lan ra khắp Ấn Độ. 10.000 binh lính Anh và vô số người Ấn đã chết trong đại dịch này. Từ năm 1736 đến 1834 chỉ có khoảng 10% nhân viên của Công ty Đông Ấn là sống sót để quay về được nhà. Waldemar Haffkine, người làm việc chủ yếu tại Ấn Độ, là nhà vi sinh đầu tiên phát triển và sử dụng vắc-xin bệnh tả và dịch hạch.
Vào đầu năm 1803, Vua Tây Ban Nha đã tổ chức một sứ mệnh (thám hiểm Balmis) để vận chuyển vắc xin đậu mùa sang các thuộc địa của Tây Ban Nha, và thực hiện các chương trình tiêm chủng hàng loạt tại đó. Đến năm 1832, chính quyền liên bang Hoa Kỳ đã thành lập chương trình tiêm chủng đậu mùa cho người da đỏ bản xứ. Dưới sự chỉ đạo của Mountstuart Elphinstone, một chương trình đã được thực hiện để tuyên truyền tiêm chủng đậu mùa tại Ấn Độ. Từ đầu thế kỷ 20 về sau, sự tiêu diệt hoặc khống chế bệnh tật ở các nước nhiệt đới đã trở thành động lực cho tất cả các thế lực thuộc địa. Dịch bệnh buồn ngủ tại châu Phi đã bị khống chế nhờ các đội cơ động cách ly có hệ thống hàng triệu người có nguy cơ nhiễm bệnh. Vào thế kỷ 20, thế giới đã chứng kiến sự bùng bổ dân số lớn nhất từ trước tới nay trong lịch sử loài người do tỷ lệ chết đã giảm tại nhiều nước nhờ các tiến bộ về y học. Dân số thế giới đã tăng từ 1,6 tỷ vào năm 1990 đến khoảng chừng 6,7 tỷ vào ngày nay.

### An ninh lương thực
Sau năm 1492, một sự trao đổi các giống cây trồng và gia súc trên phạm toàn cầu đã diễn ra. Các loại cây trồng chính trong cuộc trao đổi này là cà chua, ngô, khoai tây và sắn từ Tân Thế giới sang Cựu thế giới. Khi nhà Minh hình thành ở Trung Quốc vào năm 1368, dân số nước này có gần 60 triệu người, và đến cuối thời nhà Minh vào năm 1644 đã đạt đến con số 150 triệu. Các loại cây trồng mới đã được du nhập từ châu Mỹ sang châu Á thông qua những tên thực dân Tây Ban Nha vào thế kỷ 16, trong đó có ngô và khoai lang, góp phần cho sự tăng trưởng dân số này. Mặc dù ban đầu bị xem là không phù hợp cho con người, khoai tây đã trở thành loại cây trồng chủ yếu tại bắc Âu. Ngô có mặt tại châu Âu vào thế kỷ 15. Do sản lượng cao, nó đã nhanh chóng được truyền đi khắp châu Âu, và sau đó đến châu Phi và Ấn Độ. Ngô có thể đã du nhập vào Ấn Độ nhờ những người Bồ Đào Nha vào thế kỷ 16.
Từ khi được những thương gia người Bồ giới thiệu vào thế kỷ 16, ngô và sắn đã thay thế các cây trồng truyền thống ở châu Phi trở thành giống cây trồng quan trọng nhất tại lục địa. Cây sắn đôi khi được mô tả là "bánh mì của vùng nhiệt đới".

### Bóc lột tài nguyên thuộc địa
Tại Anh, nhiều người cho rằng thực dân Anh đã thi hành chính sách nhân từ, "khai sáng" cho các thuộc địa, tiêu biểu là Ấn Độ. Nhà sử học Niall Ferguson từng tuyên bố, sự cai trị của thực dân Anh đã giúp "phát triển" Ấn Độ. Nghiên cứu của nhà kinh tế học nổi tiếng Utsa Patnaik đã bác bỏ câu chuyện này. Dựa trên dữ liệu chi tiết về thuế và mậu dịch thương mại trong gần hai thế kỷ, Patnail đã tính toán và đưa đến kết luận rằng, thực dân Anh đã bòn rút khoảng 45.000 tỷ USD (theo thời giá năm 2017) của Ấn Độ trong giai đoạn 1765 đến 1938, lớn gấp 17 lần GDP của nước Anh năm 2017.
Sự bòn rút của Anh được thực hiện thông qua hệ thống độc quyền thương mại tại Ấn Độ do công ty Đông Ấn (East India Company) của Anh nắm quyền kiểm soát. Công ty Đông Ấn bắt đầu thu thuế ở người dân Ấn Độ, sau đó khéo léo sử dụng một phần doanh thu từ đó (khoảng 1/3) để bảo trợ người Anh khi mua hàng hóa tại Ấn Độ. Nói cách khác, người Anh mua hàng của người dân Ấn Độ bằng chính những đồng tiền vừa lấy từ đất nước Ấn Độ. Tuy nhiên, hầu hết người dân Ấn Độ không nhận thức được sự thật, vì người Anh đã khéo léo bố trí đại lý thu thuế và thương lái mua hàng là hoàn toàn khác nhau. Sự thật là, thực dân Anh không phát triển Ấn Độ mà là ngược lại - Ấn Độ đã phải cung phụng để nước Anh phát triển. Cuộc cách mạng công nghiệp tại Anh phụ thuộc phần lớn vào những phi vụ chiếm đoạt có hệ thống ở Ấn Độ.
Trong toàn bộ lịch sử 200 năm cai trị của Anh tại Ấn Độ, hầu như không có sự gia tăng thu nhập bình quân đầu người. Trong nửa cuối thế kỷ 19, thu nhập bình quân của dân Ấn Độ đã giảm một nửa. Tuổi thọ trung bình của người Ấn giảm 20% từ năm 1870 đến 1920. Hàng chục triệu người đã chết đói do chính sách mà thực dân Anh gây ra.
Tại Maroc, chỉ sau 10 năm đặt dưới chế độ thực dân Pháp, xứ Marốc đã bị người châu Âu cướp mất 379.000 hécta đất trồng trọt, trong đó 368.000 hécta đã lọt vào tay những người Pháp "khai hoá". Một viên chỉ huy bộ binh Zouaves đã nói với binh sĩ: "Chúng ta phải diệt cho xong lũ man rợ này. Đất Marốc giàu khoáng sản và nông sản. Chúng ta, những người Pháp, những người văn minh, chúng ta đến đây với hai mục đích: khai hoá và làm giàu cho chúng ta".
Tại Việt Nam dưới thời Pháp thuộc, có việc chiếm hữu diện tích lớn đất đai của thực dân Pháp và giáo hội Thiên Chúa giáo. Ở Bắc Kì, tính đến năm 1902, người Pháp đã chiếm hữu 182.000 héc ta đất trong đó có 50.000 héc ta ở các vùng trù phú nhất. Ngoài địa chủ Pháp, giáo hội Thiên Chúa chỉ riêng ở Nam Kỳ đã sở hữu 1/4 diện tích đất canh tác. Ngay từ cuối những năm 1920, Nguyễn Ái Quốc đã mô tả nông dân Việt Nam như sau: "Ruộng bị Tây chiếm hết, không đủ mà cày. Gạo bị nó chở hết, không đủ mà ăn. Làm nhiều, được ít, thuế nặng... Đến nỗi chết đói, hoặc bán vợ đợ con, hoặc đem thân làm nô lệ như những người nó chở đi Tân thế giới...". Pháp cũng giành độc quyền buôn bán 3 mặt hàng quan trọng nhất là gạo, muối và rượu. Hồ Chí Minh đã nhận xét: "Nói đến các món độc quyền, người ta có thể hình dung Đông Dương như một con nai béo mập bị trói chặt và đương hấp hối dưới những cái mỏ quặp của một bầy diều hâu rỉa rói mãi không thấy no".

### Buôn bán nô lệ

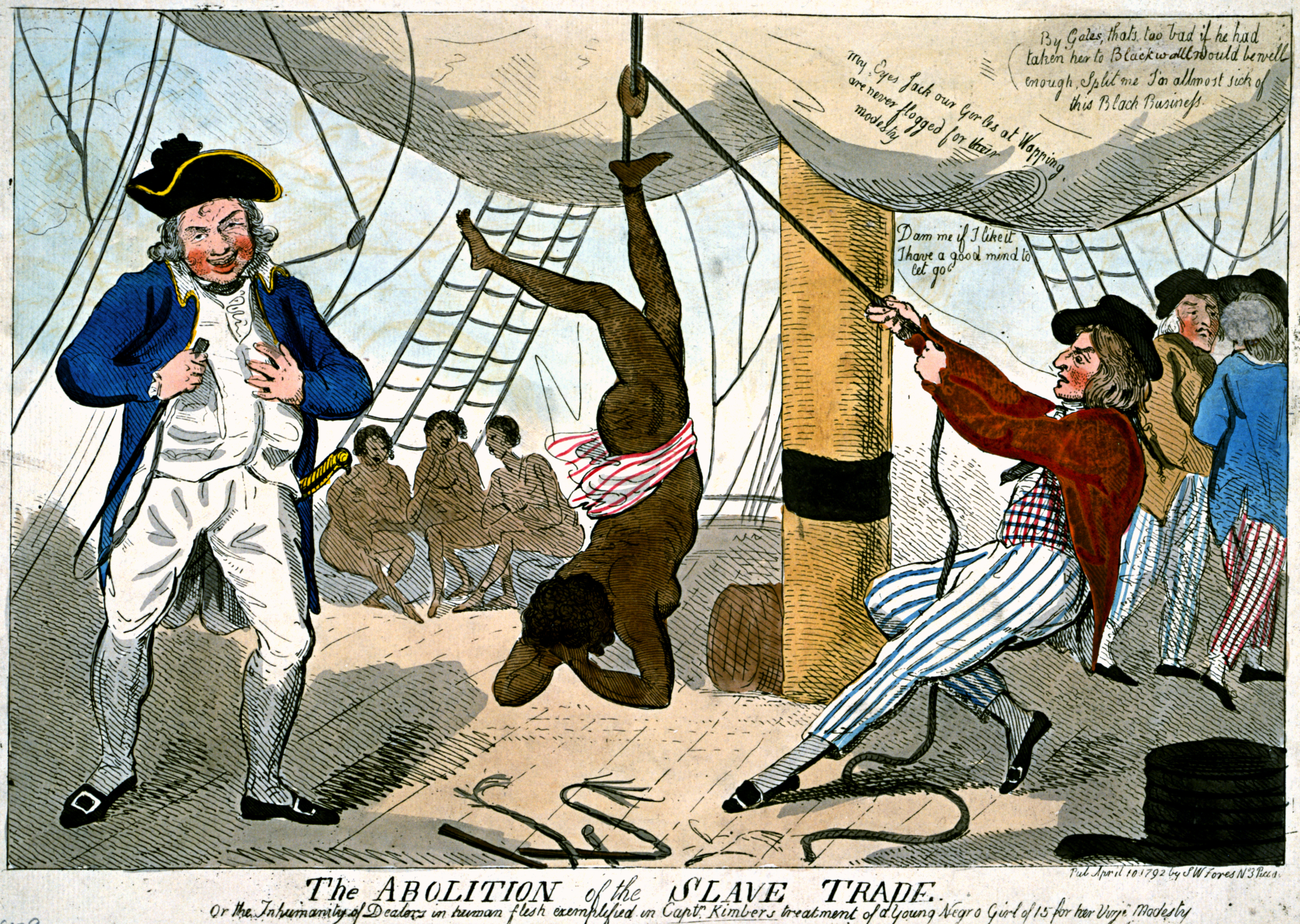
Tranh vẽ cảnh tra tấn trên một tàu buôn nô lệ của Anh năm 1792

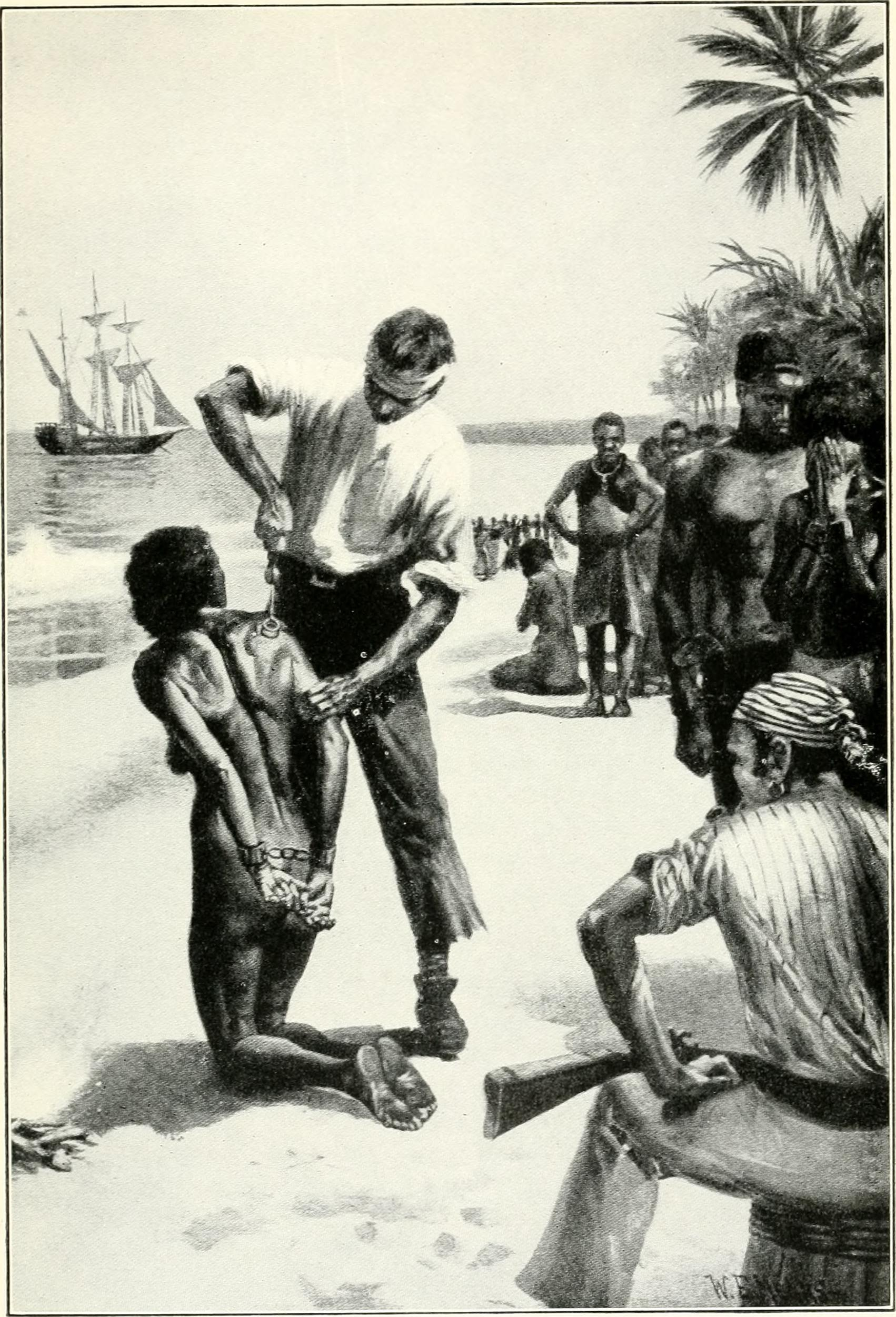
Chủ nô dùng thanh sắt nung đỏ để đóng dấu vào nô lệ ở bến cảng

Chế độ nô lệ đã tồn tại với nhiều quy mô, hình thức và trong các giai đoạn khác nhau tại hầu như tất cả các nền văn hóa và lục địa. Từ thế kỷ 17 đến thế kỷ 20, buôn bán nô lệ Ả Rập (còn gọi là chế độ nô lệ phương Đông) đã biến khoảng 18 triệu người từ châu Phi thành nô lệ qua các tuyến đường xuyên sa mạc Sahara và Ấn Độ Dương.
Nạn buôn bán nô lệ nở rộ khi các nước thực dân châu Âu tấn công vào châu Phi và phát hiện ra Châu Mỹ. Thực dân Anh, Pháp, Mỹ, Tây Ban Nha và Bồ Đào Nha đã xâm chiếm và tàn sát với quy mô lớn nên người da đỏ bản địa ở châu Mỹ hầu như đã bị giết sạch. Để khai thác những nguồn tài nguyên phong phú ở châu Mỹ, thực dân châu Âu rất cần nhân công. Số nhân công không chỉ đòi hỏi nhiều về số lượng mà khỏe và thích hợp với điều kiện trồng trọt nhiệt đới, người da đen ở châu Phi rất phù hợp với tiêu chí đó. Vậy là những nước châu Âu tự xưng là "văn minh" bắt đầu tiến hành săn lùng, bắt làm nô lệ những người da đen để biến thành những món hàng để trao đổi giống như thú vật. Nguyễn Ái Quốc viết: "Từ lúc Colombo tìm ra châu Mĩ thì các nước châu Âu tràn qua đây làm ăn. Người da trắng muốn bắt người da đỏ làm nô lệ, nhưng họ không chịu làm, thì chúng giết mòn, giết mỏi người da đỏ đi rồi bắt người da đen từ châu Phi qua làm cho chúng".
Mua một nô lệ da đen ở Châu Phi chỉ tốn 70 đến 100 frăng, mang về bên kia đại dương bán có thể thu được từ 1000 đến 2.000 frăng, tỉ suất lợi nhuận lên tới 1.000% đến 3.000%, do vậy việc buôn nô lệ diễn ra rộng khắp. Việc bị thực dân châu Âu "săn bắt" và bị bán làm nô lệ là một chương bi thảm nhất của người da đen. Trong quá trình di chuyển, người da đen bị chủ nô da trắng ngược đãi, phải sống trong những điều kiện kinh khủng, khi tàu chở nô lệ cập bến thì khoảng 1/4 số người da đen đã chết vì đói khát, chết do bệnh truyền nhiễm hoặc chết vì bị ngược đãi. Johansson có một đoạn ghi chép về thảm cảnh của nô lệ như sau:
"Một bầy nô lệ trên bờ biển. Người nào cũng đeo một cái gông sắt nặng ở cổ hoặc bị trói chung vào 1 cây sào, tay bị xiềng, chân bị xích. Xiềng tay và xích chân đã làm cho bọn họ toạc da rách thịt, vết thương càng ngày càng lở loét, thối rữa. Những người nô lệ đó không được ăn no, không được uống nước, bị thúc ép di cho nhanh dưới những làn roi, nên thường bị say nắng mà thiệt mạng. Nếu họ nằm xuống, nghỉ, hoặc bước đi uể oải ngã vật xuống là bị bắn chết ngay hoặc bị dao nhọn đâm chết hoặc bị cắt cuốn họng một cách vô nhân đạo. Những em bé mẹ không cõng nổi hoặc đi theo không kịp đoàn người thì bị gậy dập đến vỡ óc. Nhiều nô lệ đã tự sát một cách đau khổ".
Karl Marx viết: 
"Việc tìm thấy những mỏ vàng, mỏ bạc ở châu Mĩ, việc biến người dân bản xứ thành nô lệ, việc chôn vùi họ vào các hầm mỏ hoặc tuyệt diệt họ đi, những buổi đầu của cuộc chinh phục và cướp bóc ở Đông Ấn, việc biến châu Phi thành một vùng đất cấm thương mại dành riêng cho việc săn bắt người da đen, đấy là những biện pháp tích lũy nguyên thủy có tính chất tình ca, báo hiệu bình minh của thời đại tư bản chủ nghĩa"
Từ năm 1654 đến 1865, chế độ nô lệ suốt đời vẫn được xem là hợp pháp trong biên giới hiện nay của Hoa Kỳ. Theo thống kê tại Hoa Kỳ vào năm 1860, gần bốn triệu người da đen đang phải làm nô lệ với tổng số người là trên 12 triệu rải khắp 15 bang cho phép chế độ nô lệ. Trong tất cả 1.515.605 gia đình tại 15 bang nô lệ, 393.967 gia đình có nuôi nô lệ (gần một phần tư), chiếm tỷ lệ 8% tất cả hộ gia đình tại Hoa Kỳ.
Vào năm 1807, nhờ sự đấu tranh của các nhà nhân đạo chủ nghĩa, Vương quốc Anh trở thành một trong những quốc gia đầu tiên cấm việc buôn bán nô lệ. Từ năm 1808 đến 1860, Đội tàu Tây Phi của Anh đã bắt được xấp xỉ 1.600 tàu chở nô lệ và giải phóng 150.000 người Phi trên tàu. Đã có nhiều hành động chống lại những nhà lãnh đạo châu Phi nào từ chối ký một thỏa thuận với nước Anh đặt việc buôn bán này ra khỏi vòng pháp luật, ví dụ như vụ chống lại "Vua cướp ngôi của Lagos", bị hạ bệ vào năm 1851. Các hiệp ước chống chế độ nô lệ đã được ký với hơn 50 người đứng đầu các nước châu Phi. Vào năm 1827, nước Anh tuyên bố rằng buôn bán nô lệ là cướp biển, có thể bị phạt tội chết. Tuy nhiên, các nước châu Âu khác vẫn tiếp tục thực hiện buôn bán nô lệ cho tới cuối thế kỷ 19 mới chấm dứt.
Chế độ buôn bán nô lệ tồn tại trên lục địa châu Phi ngót 400 năm đã gây ra hậu quả nghiêm trọng. Từ thế kỷ 15 đến thế kỷ 19, trong giai đoạn buôn bán nô lệ Đại Tây Dương, các nước châu Âu như Anh, Pháp, Hà Lan... đã bắt giam khoảng 10 tới 28 triệu nô lệ châu Phi và đưa họ đến Châu Mỹ. Theo thống kê chưa đầy đủ, chỉ riêng các thuộc địa của Anh trong quần đảo Tây Ấn, từ năm 1680 đến năm 1786 đã "nhập khẩu" tới 2,13 triệu nô lệ Châu Phi. Một hòn đảo Jamaica nhỏ bé ở châu Mỹ mà từ năm 1700 đến 1786 đã "nhập khẩu" 610.000 nô lệ da đen.
Sự giảm sút nghiêm trọng dân số ở châu Phi do bị bắt sang châu Mỹ đã dẫn đến sự phá hoại to lớn đối với châu Phi trong sự phát triển của nó. Chính Bách khoa toàn thư Pháp (1936) cũng phải thừa nhận rằng: "Dân số châu Phi từ ba thế kỉ nay không tăng lên được. Ở thế kỉ 17, thế kỉ 18, châu Phi cũng như châu Âu có khoảng 1/5 dân số Trái Đất, châu Á có 1/2 dân số. Nhưng ngày nay, phần của châu Phi còn lại dưới 1/13 dân số thế giới. Mặc dù người da đen có khả năng sinh sản rất nhiều, dân số châu Phi trong khoảng 300 năm sau đó đã giảm xuống chứ không tăng lên"

### Ảnh hưởng đến văn hóa địa phương
John Lame thuộc tộc người Sioux của Lakota đã nói về sự ảnh hưởng với người da đỏ do cuộc xâm chiếm thuộc địa mà người da trắng tiến hành ở các thuộc địa Bắc Mỹ:
Trước khi người anh em da trắng đến để mang cho chúng ta "nền văn minh", chúng ta không có bất kỳ loại nhà tù nào. Vì vậy, chúng ta cũng không có tội phạm. Không có nhà tù, không có tội phạm. Thế nên, chúng ta không có ổ khóa lẫn chìa khóa, và bởi vậy mà chúng ta cũng không có trộm cướp. Khi một người nghèo đến nỗi anh ta không có đủ tiền để mua một con ngựa, một túp lều, hay một cái mền, anh ta sẽ có được nó như một món quà. Chúng ta không "văn minh" để chú tâm vào những tài sản của sự văn minh. Chúng ta không biết đến bất kỳ loại tiền tệ nào nên giá trị của một người không được chúng ta đo lường bằng sự giàu có. Chúng ta không đặt ra bất kỳ văn bản luật nào, cũng không có luật sư, không có chính khách, bởi vậy chúng ta không lừa đảo và bịp người khác. Chúng ta thực sự ở trong tình trạng tồi tệ trước khi người da trắng đến, và tôi không biết phải giải thích thế nào về cách quản lý những thứ cơ bản (mà họ bảo với tôi là chúng) rất cần thiết cho một xã hội hiện đại

### Các nạn đói do chế độ thực dân gây ra
Các nước thuộc địa thường xảy ra nạn đói do chính sách cai trị bóc lột của nước thực dân. Trong thời kỳ Ấn Độ thuộc Anh, một vài nạn đói khủng khiếp nhất đã được ghi chép lại, gồm cả Đại nạn đói 1876–78, đã khiến cho từ 6,1 triệu đến 10,3 triệu người chết và nạn đói ở Ấn Độ 1899–1900, làm từ 1,25 triệu đến 10 triệu người chết. Đại dịch hạch lần thứ ba khởi đầu từ Trung Quốc giữa thế kỷ 19, lây lan khắp lục địa và đã làm 10 triệu người Ấn Độ thiệt mạng.
Năm 1901, Tạp chí The Lancet ước tính ít nhất 19 triệu người Ấn Độ đã chết ở khu vực Tây Ấn do nạn đói những năm 1890. Số người chết tăng cao là do thực dân Anh không chịu cứu dân chết đói. Hậu quả là tuổi thọ bình quân ở Ấn Độ sụt giảm 20% trong giai đoạn 1872 - 1921. Trong 120 năm dưới ách cai trị của thực dân Anh, Ấn Độ trải qua 31 trận đói nghiêm trọng (trong khi 2.000 năm trước khi bị Anh cai trị, Ấn Độ chỉ xảy ra 17 nạn đói). Thống kê cho thấu các nạn đói do chính sách của người Anh gây ra đã làm chết ít nhất 29 triệu người Ấn Độ
Tại Việt Nam, nạn đói cũng xảy ra vào thời Pháp thuộc. Khoảng 1 tới 2 triệu người Việt đã chết chỉ riêng trong năm 1945 vì nạn đói (xem Nạn đói năm Ất Dậu).

### Truyền giáo
Các nước thực dân Tây phương đã lợi dụng tôn giáo và dùng cuốn Kinh Thánh như một vũ khí tư tưởng để đi chiếm thuộc địa và xâm thực văn hóa bất cứ ở đâu và bất cứ lúc nào mà họ thấy có thể. Bởi vậy, một người Phi Châu, giám mục Anh giáo Desmond Tutu, được giải thưởng Nobel hòa bình năm 1984, đã phát biểu:
| “ | "Khi người da trắng đến, họ có cuốn Kinh Thánh, chúng tôi có đất đai. Chúng tôi tin tưởng họ, nhắm mắt cầu nguyện với cuốn Kinh Thánh trong tay. Lúc mở mắt ra, chúng tôi có cuốn Kinh Thánh còn họ có tất cả đất đai lãnh thổ của chúng tôi". | ” |

Tại Việt Nam, các giáo sỹ Thiên Chúa giáo đã trợ giúp đắc lực cho thực dân Pháp xâm chiếm nước này để đổi lấy những lợi ích do Pháp cấp cho. Nhà cách mạng Nguyễn Ái Quốc đã viết:
| “ | ...các nhà truyền giáo chúng ta cũng thừa lúc đất nước rối loạn sau cuộc xâm lăng để... phục vụ Chúa. Kẻ thì tiết lộ những bí mật mà con chiên đã nói ra khi xưng tội và nộp những người An Nam yêu nước cho bọn chiến thắng đem lên máy chém hay giá treo cổ. Kẻ thì toả đi khắp nơi để vơ vét những tín đồ bị bắt buộc phải theo đạo... Và nếu Chúa bất hạnh đã chịu đóng đanh trên cây thánh giá trở về cõi thế này, thì chắc Ngài sẽ vô cùng ngao ngán khi thấy "các môn đồ trung thành" của mình thực hiện đức khổ hạnh như thế nào: giáo hội Xiêm chiếm đoạt một phần ba diện tích ruộng đất canh tác trong xứ; giáo hội Nam Kỳ chiếm một phần năm; giáo hội Bắc Kỳ, chỉ riêng ở Hà Nội đã chiếm một phần tư đất đai, cộng thêm một cái vốn bé xíu 10 triệu phrăng. Không cần nói cũng biết là phần rất lớn tài sản ấy, giáo hội giành được bằng những thủ đoạn mà họ không thể và cũng không bao giờ thú nhận... Bên cạnh lãnh thổ của người chủ đồn điền, mọc lên lãnh thổ của nhà thờ. Chẳng bao lâu nữa, sẽ không còn rẻo đất nào cho người An Nam có thể sinh cơ lập nghiệp nếu không cam chịu kiếp nông nô! Đấy là những hành động phúc âm mà các "Cha nhà ta" nỗ lực làm hằng ngày và bao giờ cũng là nhân danh Chúa cả. | ” |

### Diệt chủng
Tại nhiều nơi, các đội quân thực dân đã tiêu diệt sạch dân bản địa để giành lấy đất đai. Tiêu biểu nhất là cuộc Diệt chủng người bản địa Bắc Mỹ kéo dài cho đến cuối thế kỷ 19, khi những người thổ dân da đỏ châu Mỹ bị tàn sát và đuổi khỏi đất đai của họ. Tại nhiều nơi, người da đỏ tổ chức chiến đấu chống lại quân Mỹ nhưng cuối cùng họ vẫn bị đánh bại. Có khoảng 100 cuộc chiến và hàng chục ngàn trận chiến nhỏ khác đã diễn ra từ năm 1783 đến 1924. Năm 1924, Chiến tranh Apache tại mặt trận Tây Nam giữa bộ tộc Apache chống đỡ cuộc xâm lăng của quân đội Mỹ kết thúc với thất bại của bộ tộc Apache, đã đánh dấu thất bại cuối cùng của cuộc kháng chiến dài 302 năm của người da đỏ chống thực dân châu Âu (kể từ trận Jamestown năm 1622 giữa thực dân Anh và liên minh Powhatan ở thuộc địa Virginia) và 141 năm chống quân Mỹ của các bộ tộc da đỏ bản xứ.
Hàng chục triệu người da đỏ cũng đã chết trong quá trình mở rộng lãnh thổ của người Mỹ. Theo ước tính, người da đỏ ở Mỹ có khoảng 15 triệu khi người Tây phương bắt đầu xâm lược, đến năm 1890 thì chỉ còn lại chưa đầy 250 ngàn người. 98% dân số da đỏ đã bị tiêu diệt sau 1 thế kỷ xâm lược của người Mỹ Phần lớn những người sống sót bị dồn vào những khu đất cằn cỗi, hẻo lánh mà chính quyền Mỹ gọi là những "khu bảo tồn" (Reservations).
Trong sách tựa đề American Holocaust, nhà sử học người Mỹ là David Stannard cho rằng cuộc càn quét sát hại người bản địa tại châu Mỹ qua nhiều chiến dịch của người châu Âu và các thế hệ sau (Anglo Americans - người da trắng Hoa Kỳ) là một hành động diệt chủng khổng lồ nhất trong lịch sử nhân loại..